# Bird Rock (Rat Islands)
Bird Rock ist eine unbewohnte Insel der Rat Islands, die zu den Aleuten 
gehören. 
Die etwa 650 m lange und 10 m hohe Insel liegt nordwestlich von Amchitka Island. 1935 erhielt das Eiland seinen Namen im Rahmen der amerikanischen Aleuten-Expedition.